# 65 (getal)
65 (vijfenzestig) is het natuurlijke getal volgend op 64 en voorafgaand aan 66.

## Wiskunde
Vijfenzestig is:
- een achthoeksgetal.
- de magische constante van een magisch vierkant van 5 bij 5 gevuld met de getallen 1 tot en met 25.
- een getal uit de rij van Padovan.

## Overig
Vijfenzestig is ook:
- Het jaar A.D. 65 en 1965.
- Het landnummer voor internationale telefoongesprekken naar Singapore.
- In sommige landen de pensioengerechtigde leeftijd.
- Het atoomnummer van het scheikundige element Terbium (Tb).